# Circondario di Zwickau
Il circondario di Zwickau (in tedesco Landkreis Zwickau) è un circondario della Sassonia, in Germania.
Capoluogo e centro maggiore del circondario è Zwickau.
I fiumi principali sono la Zwickauer Mulde ed il Pleiße.

## Storia
È stato creato il 1º agosto 2008 dall'unione della città extracircondariale di Zwickau e dei circondari di Chemnitzer Land e Zwickauer Land.

## Geografia antropica
(Abitanti il 31 dicembre 2022)
| Città 1. Crimmitschau, (18 567) (Grande città circondariale) 2. Glauchau, (21 951) (Grande città circondariale) 3. Hartenstein (4 486) 4. Hohenstein-Ernstthal, (14 092) (Grande città circondariale) 5. Kirchberg (8 082) 6. Lichtenstein/Sa. (10 946) 7. Limbach-Oberfrohna, (23 833) (Grande città circondariale) 8. Meerane (13 888) 9. Oberlungwitz (5 827) 10. Waldenburg (3 938) 11. Werdau, (20 702) (Grande città circondariale) 12. Wildenfels (3 556) 13. Wilkau-Haßlau (9 534) 14. Zwickau, (87 172) (Grande città circondariale) | Comuni 1. Bernsdorf (2 140) 2. Callenberg (4 879) 3. Crinitzberg (1 811) 4. Dennheritz (1 270) 5. Fraureuth (4 994) 6. Gersdorf (3 828) 7. Hartmannsdorf b. Kirchberg (1 366) 8. Hirschfeld (1 087) 9. Langenbernsdorf (3 524) 10. Langenweißbach (2 418) 11. Lichtentanne (6 129) 12. Mülsen (10 812) 13. Neukirchen/Pleiße (3 809) 14. Niederfrohna (2 220) 15. Oberwiera (1 026) 16. Reinsdorf (7 282) 17. Remse (1 609) 18. Schönberg (870) 19. St. Egidien (3 190) |

### Comunità amministrative
Di seguito sono riportate le comunità amministrative (Verwaltungsgemeinschaft) con i rispettivi comuni membri delle comunità:
1. Verwaltungsgemeinschaft Crimmitschau-Dennheritz: Crimmitschau e Dennheritz
2. Verwaltungsgemeinschaft Kirchberg: Crinitzberg, Hartmannsdorf b. Kirchberg, Hirschfeld e Kirchberg
3. Verwaltungsgemeinschaft Limbach-Oberfrohna: Limbach-Oberfrohna e Niederfrohna
4. Verwaltungsgemeinschaft Meerane: Meerane e Schönberg
5. Verwaltungsgemeinschaft Rund um den Auersberg: Bernsdorf, Lichtenstein (VG-Sitz) e St. Egidien
6. Verwaltungsgemeinschaft Waldenburg: Oberwiera, Remse e Waldenburg